# Kawęczyn (wieś w powiecie koneckim)
Kawęczyn – wieś w Polsce położona w województwie świętokrzyskim, w powiecie koneckim, w gminie Smyków.
W marcu 1943 żandarmeria niemiecka spacyfikowała wieś. Spalono 13 zabudowań gospodarczych i aresztowano Władysława Pacana i Mateusza Sekcyńskiego.
W latach 1975–1998 miejscowość administracyjnie należała do województwa kieleckiego.
Wierni Kościoła rzymskokatolickiego należą do parafii Matki Bożej Częstochowskiej w Miedzierzy.